# Керженские скиты

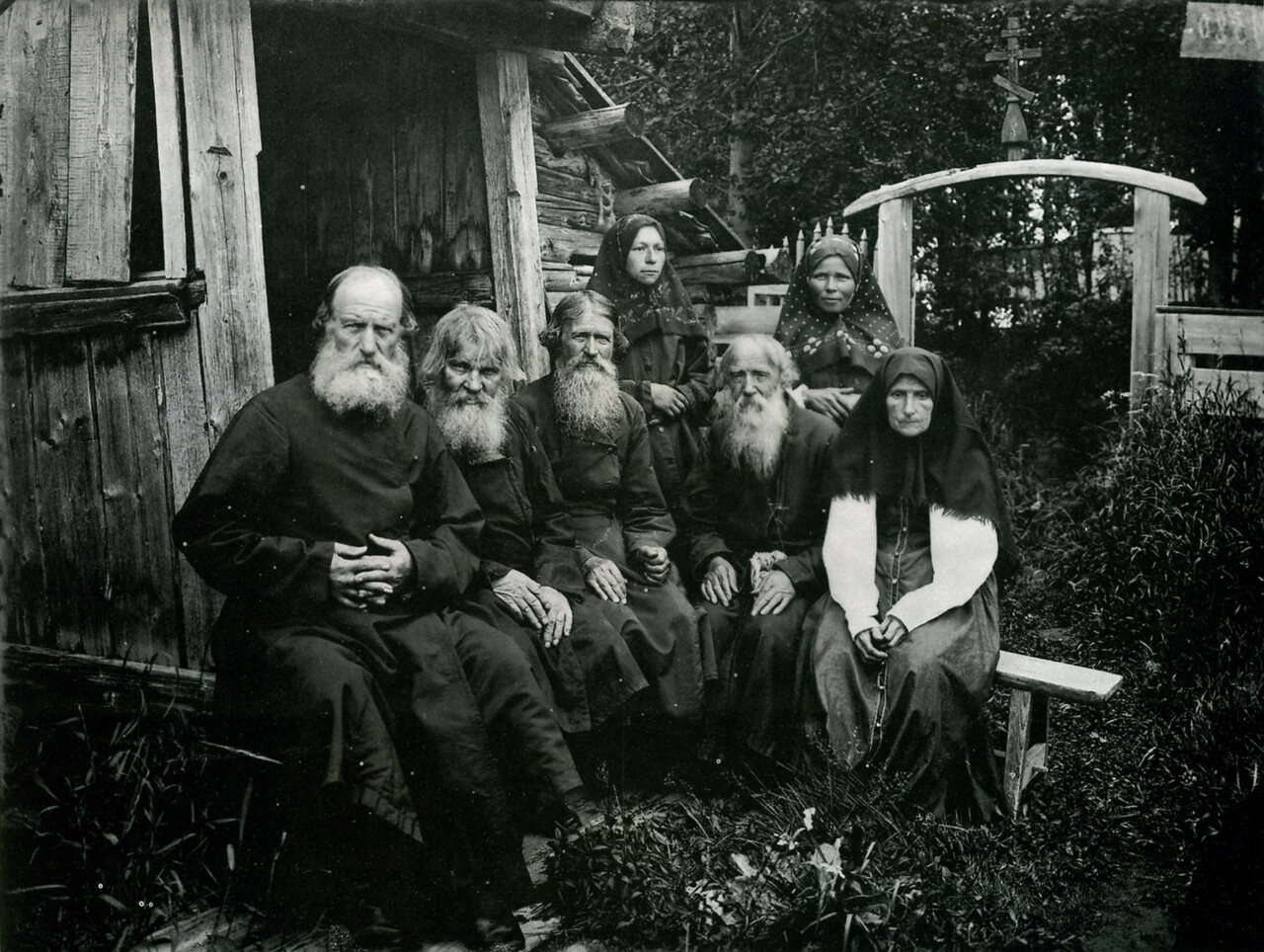
Староверы в Шарпанском скиту
(фотография 1897 года)

Старообрядческие скиты Нижегородской губернии (Керженские скиты) — группа старообрядческих скитов, образовавшихся на территории Нижегородской губернии в конце XVII — начале XVIII веков. Большинство из них было расположено на реке Керженец, по названию которой они стали обобщённо называться Керженскими скитами.
Ряд скитов Нижегородской губернии был описан в романах П. И. Мельникова «В лесах» и «На горах», где приводится подробное описание быта и обычаев нижегородских староверов. Большинство скитов принадлежали старообрядцам-поповцам, но были и беспоповские общины.

## История
Предание относит возникновение керженских скитов к последнему периоду осады Соловецкого монастыря царскими войсками. Согласно ему «монастырская икона Казанской Божией Матери, которая раньше была комнатной иконой царя Алексея Михайловича, перенесена была по воздуху вместе с иноком Арсением в пустынные леса чернораменские, где на урочище Шарапан близ Семенова Арсений основал первый скит». По историческим сообщениями первыми старообрядческими учителями на Керженце были иеромонах Авраамий и монах Евфимий Потёмкин. На Керженце было порядка 100 обителей в которых проживало более семисот иноков и около двух тысяч инокинь.
В 1732 году Сенат запретил выдавать печатные паспорта «обретающимся в скитах Нижегородской губернии», объясняя это тем, что «оные… происходя в других губерниях и провинциях правоверных будут прельщать … или с теми паспортами уходить за рубеж».
Керженские скиты пострадали во время гонений на старообрядцев, проводимых нижегородским архиепископом Питиримом. К 1737 году были уничтожены все скиты кроме Оленевского и Шарпанского. Возрождение скитов началось после указа 16 октября 1762 года, который разрешил староверам вернуться из-за рубежа в Россию. Через 25 лет после этого в Нижегородском Заволжье было до 54 скитов с 8000 жителями. В начале XIX века из Керженских скитов осталось 35 (22 — поповские, 8 — беспоповские). Основой материального процветания скитов были щедрые пожертвования московских старообрядцев-поповцев, которые заметно уменьшились после войны 1812 года. К 1826 году осталось 28 скитов в которых жило 2813 человек.
После предпринятых правительством мероприятий по борьбе со старообрядцами (1826 год — запрет строить новые и поправлять старые моленные, устраивать их в домах, иметь колокола; 1836 год — запрет приписывать новых людей к скитам) Керженские скиты начали приходить в упадок. В 1853 году состоялась «выгонка» керженецких скитов, проводившаяся чиновником особых поручений П. И. Мельниковым во исполнение указа Николая I от 1 марта 1853 года об уничтожении скитов в Нижегородском Заволжье.

## Перечень скитов

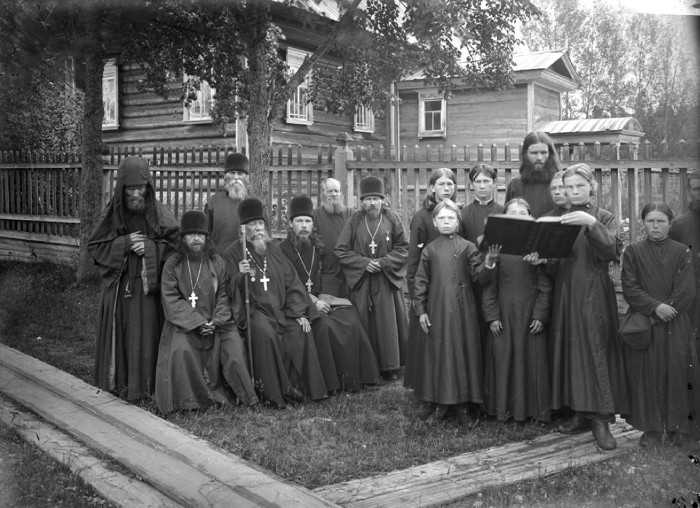
Группа монахов с настоятелем Филаретом в Керженском Благовещенском мужском монастыре

- Благовещенский скит — один из известнейших и крупнейших старообрядческих скитов, основанный в 1814 году иноком Тарасием (1787—1876), на правом берегу реки Керженца. В 1848 году, во времена борьбы с сектантством при императоре Николае I, скит был запечатан властями, но вскоре в 1849 году вновь открыт как единоверческий мужской монастырь, первым игуменом которого был тот же Тарасий[1]. Часть бывшей братии также приняла единоверие и осталась в скиту, но большая часть разбрелась по другим старообрядческим скитам.
- Голендухин скит — основан матерью Голендухой — одной из первых подвижников старообрядчества, появившихся на Керженеце. Скит был разорён во время гонений архиепископа Питирима, но в начале второй половины XVIII века был восстановлен и просуществовал до начала XIX века. В настоящее время на месте скита сохранились только следы кладбища. Место, где был скит, именуется у старообрядцев Голендухин дол и является местом паломничества.
- Гордеевский скит — возник в XVIII веке. В начале XIX века Гордеевский скит входил в список 54 старообрядческих скитов Семёновского уезда, в нём было 3 обители (1826 год). Закрыт по приказу об уничтожении скитов в Семёновском уезде Нижегородской губернии от 1 мая 1853 года. Сохранились остатки скитского кладбища, являющиеся местом паломничества.

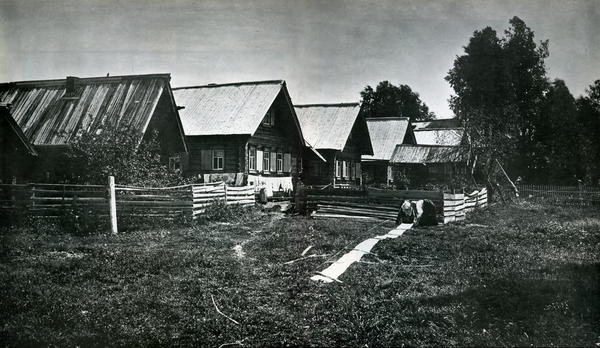
Комаровский скит
(фотография 1897 года)

- Комаровский скит — наиболее известный из нижегородских скитов. Основан в конце XVII — начале XVIII века старообрядцем Комаром, пришедшим на Керженец из Торжка. По его имени и был назван скит. Известность Комаровский скит получил после московской чумы 1771 года и появления в Москве старообрядческих кладбищ — Рогожского и Преображенского. В начале XIX века в составе Комаровского скита было 35 мужских и женских обителей, в 1826 году — 26, в 1853 году — 12 обителей, 3 часовни и 2 моленные; в скиту проживало до 500 скитниц и столько же послушниц. После «выгонки» 1853 года в Комаровском скиту не осталось мужских обителей. Скит был расселён примерно в 1927 году. В настоящее время скит разрушен, сохранилось только несколько могил на скитских кладбищах, которые являются объектом паломничества старообрядцев из различных регионов России.
- Корельский скит — по старообрядческому преданию основан Анфисой Колычевой, родственницей митрополита Филиппа, сосланной в эти места по указанию Ивана Грозного. Относился к беспоповскому толку и имел общение со староверами поморского согласия. Скит был упразднён ещё в XVIII веке, но в начале XIX века возродился в соседней деревне Корельское (упоминается в архивных документах середины XIX века). В 1891 году на деньги Саввы Морозова в скиту была построена новая часовня. Место изначального скита, называемого дальние кельи, находится в лесу, заметны ямы и битый кирпич от печей. В самой деревне сохранилось кладбище.
- Одинцовский скит — возник в XVIII веке, располагался рядом с Корельским скитом. В 1826 году в скиту насчитывалось 9 обителей. Скит уничтожен пожаром в 1840 году, большая часть насельников перешла в Гордеевский скит, остальные в близлежащие деревни. На месте скита сохранились кладбища, главным объектом паломничества является могила матери Маргариты и расположенный рядом с ней источник воды, почитаемой староверами как целебная.

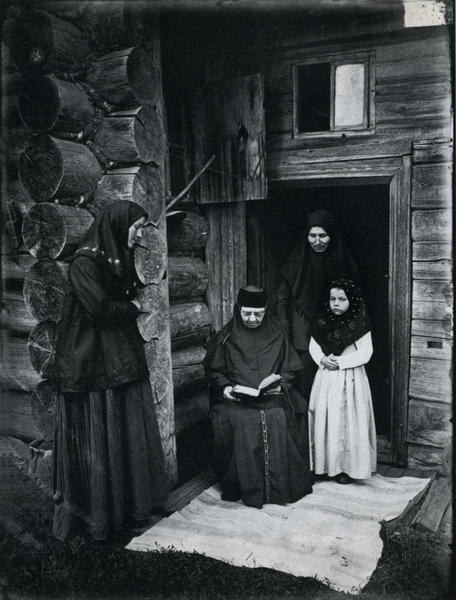
Уставщицы (Оленевский скит)

- Оленевский скит — древнейший из керженецких скитов. По преданию основан в XV веке иноками Желтоводского монастыря, сопровождавшими Макария Желтоводского в Унжу после разорения монастыря Улу-Махметом. На месте скита странникам явился олень — отсюда и произошло название скита. После церковных реформ патриарха Никона оленевские пустынножители не приняли нововведений и ушли в раскол. После Питиримова разорения скит был уничтожен, после указа Екатерины II от 1762 года о позволении староверам вернуться в Россию скит был восстановлен. На начало XIX века в нём насчитывалось 14 женских обителей и он был одним из крупнейших и известнейших на Керженце (в 1826 году в нём было 5 часовен и 9 моленных). В 1834 году по указу Нижегородского губернского правления был составлен план скита с обозначением обителей и келий: в нём проживало 432 души мужского и женского пола, имелось 6 бывших кладбищ и одно действующее. С 1838 года скит в официальных документах назывался деревней, оставаясь по сути старообрядческим монастырем. К моменту «выгонки» 1855 года в скиту было 18 обителей в которых проживала 1 схимонахиня и 48 инокинь, имелось 8 моленных. После «выгонки» было решено переселить обитателей Оленевского скита в Улангерский. В отчёте о состоянии раскола по Семёновскому уезду за 1857 год Оленевский скит значится как бывший, но семёновские священники писали, что многие скитницы продолжают проживать «по месту прежней приписки». Оленевский скит стал основой деревни Большое Оленево, единственного поселения Семеновского района, возникшего непосредственно на месте скита: застройка деревни повторяет расположение скитских обителей. В деревне до настоящего времени проживают старообрядцы, которые ухаживают за могилами на остатках трёх старых кладбищ на могилах которых, за отсутствием моленной, совершаются по праздникам богослужения.
- Скит Смольяны — основан предположительно в 1656 году монахами из знатных родов: Сергием Салтыковым (из рода Салтыковых по материнской линии была императрица Анна Иоанновна), Спиридоном и Ефремом Потёмкиными. Скит стал центром поповского согласия на Керженце. В 1660 году скит возглавил иеромонах Дионисий Шуйский (родственник царя Василия Шуйского), получивший почтение среди старообрядцев так как имел запас мира и Святых Даров, освященных при патриархе Иосифе. В 1690 году главой скита стал поп Феодосий, неоднократно подвергавшийся арестам за проповедь раскола. В 1694 году он был схвачен и сожжен, а скит вместе с часовней Тихвинской иконы Божией Матери был разрушен. На скитских кладбищах объектами паломничества с XIX века стали могилы основателей скита и колодцы, по преданию, выкопанные ими. В настоящее время сохранились 22 могилы с ветхими крестами и голбцами, а также две ямы с водой, являющиеся останками прежних колодцев.
- Скит Семь дев — основан во второй половине XVII века. Полностью уничтожен во время питиримова разорения в 1719 году. Своё название получил от скитской часовни, посвящённой празднику святых семи дев: Текусы, Александры, Клавдии, Фаины, Евфрасии, Иулии и Матроны. Место где располагался скит посещается староверами в дни Светлой седмицы.
- Улангерский скит — основан в 1780-х годах на реке Козленце переселенцами из Макарьевского уезда Костромской губернии, пришедшими на Керженец из сгоревшего «старого Уленгера». Основательницами скита были Галицкая помещица Феодосия Федоровна Сухонина и дворянка Акулина Степановна Свечина. В скиту было от 12 до 20 женских и мужских обителей, насельники которых принадлежали как беглопоповскому, так и беспоповскому толку. Улангерский скит населяли представители знатных родов, за что его считали боярским. С XIX века в нём стало селиться купечество: вдовые купчихи принимали схиму, а челядь просто иночество. Улангерский скит поддерживал связи с Рогожским кладбищем, славился богатством убранства часовен и величием церковных служб — в праздничные дни богослужение совершали до 12 иереев. Скит был местом поклонения мощам святой Феклы, почитавшейся среди старообрядцев. С 1838 году скит стал называться селением. В 1855 году в скит планировалось переселить насельников Комаровского и Оленевского скитов, но переселение не состоялось и Улангерский скит был закрыт. Часть его жителей формально приняло единоверие, а другие переселились в соседние деревни, забрав с собой все ценные книги и иконы. Улангерский скит был уничтожен 28 февраля 1858 года: из моленной сделали жилую избу, в которой стала проживать единоверка. В настоящее время на месте скита находится деревня Улангерь в центре которой сохранилось старое скитское кладбище.
- Фундриковский скит — основан в XVIII веке. В скиту на 1826 год имелось две обители и часовня. Скит был закрыт в 1852 году, его обитатели переселились с близлежащую деревню Фундриково, в которой в начале XX века ещё имелась тайная моленная. В настоящее время от скита сохранилось лишь несколько могил в юго-восточной части деревенского кладбища.

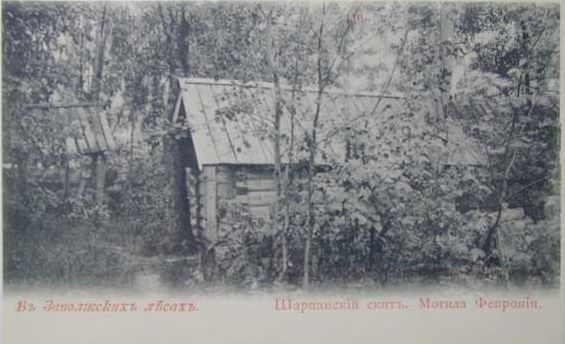
Могила матери Февронии (начало XX века)

- Старый (Пустой) Шарпан — основан в 1657 году первыми керженскими староверами, пришедшими из смоленского Бизюкова монастыря. По старообрядческой легенде скит был основан соловецким иноком Арсением, которого привела в Керженский лес икона Казанской Божией матери, остановившиеся на месте будущего скита, а глас Богородицы повелел основать обитель, в которой вместе с иконой будет процветать древнее благочестие. Шарпанский скит стал центром керженецкого поповства. Перед питиримовым разорением в скиту проживало до 2000 человек. К 1737 году после гонений Питирима на староверов Шарпан остался единственным частично сохранившимся скитом на Керженце и в Чернораменье. После указа 1762 года, прекратившего преследования старообрядцев за веру, Шарпанский скит вновь наполнился жителями, их количество достигало 5000 человек. В скиту была одна обитель. Закрытие Шарпанского скита было произведено в 1849 году — чиновник особых поручений П. И. Мельников вывез из скита почитавшуюся чудотворной икону Казанской Божией Матери. Так сбылось старообрядческое пророчество, связанное с историей основания Шарпана. В 1852 году была закрыта и уничтожена Шарпанская моленная, а после 1853 года в скиту проживало не более 3-4 человек. От скита остались два кладбища с почитаемыми староверами могилами. Среди них известно захоронение схимницы Прасковьи («царицына могила») в окружении 12 безымянных могил. Староверы считают эту Прасковью царевной Софьей, якобы бежавшей из Новодевичьего монастыря с 12 стрельцами.
- Новый Шарпан — основан в 60-е годы XIX века после разорения Старого Шарпана. Скит являлся женским и образовался вокруг могилы матери Февронии, почитавшейся святой. Считалось, что её могила в первый день Пасхи источает целебную воду. В 1911 году в скиту была построена каменная часовня, от которой сохранилась лишь медная плита с надписью. К 1917 году в скиту проживала лишь одна схимница — мать Дорофея. Скит был закрыт в 1928 году, последней игуменьей в нём была мать Меропея. В настоящее время от скита сохранились останки женского кладбища, с сохранившейся могилой матери Февронии, почитаемой староверами и в наши дни. Новый Шарпан является местом паломничества местных и приезжих староверов в день Казанской иконы Богородицы и на Пасху.